# Erik Rudestad
Erik Gustaf August Rudestad. född 3 augusti 1899 i Stockholm, död där 1 maj 1977, var en svensk tjänsteman och målare.
Han var son till handlaren Anders August Johansson och Hilda Maria Andersson och från 1940 gift med Ebba Agnes Louise Johansson. Rudestad studerade vid Wilhelmsons målarskola. Tillsammans med Åke Nothberg och Carl Luthander ställde han ut i Södertälje 1941. Han medverkade i samlingsutställningar med Sveriges allmänna konstförening och Högalids konstförening. Hans konst består av stilleben, mariner och landskapsmotiv från Stockholms skärgård huvudsakligen utförda i olja. 